# 55 Pegasi
55 Pegasi (55 Peg) es una estrella en la constelación de Pegaso. De magnitud aparente +4,52, se encuentra a 329 ± 10 años luz del sistema solar, de acuerdo a la nueva reducción de datos de paralaje del satélite Hipparcos.
55 Pegasi es una gigante roja de tipo espectral M1III.
Brilla con una luminosidad 513 veces mayor que la luminosidad solar y, dado que una parte importante de su energía es radiada como luz infrarroja, es una estrella brillante en esta región del espectro.
Tiene una baja temperatura efectiva de 3899 ± 12 K —como corresponde a una gigante de sus características— y su radio es 50 veces mayor que el radio solar, lo que equivale a 0,23 UA. Si estuviese en el lugar del Sol, su superficie se extendería hasta la mitad de la órbita de Mercurio.
Gira sobre sí misma con una velocidad de rotación proyectada —límite inferior de la misma— entre 3,8 y 5,0 km/s.
55 Pegasi puede ser una estrella variable, recibiendo la denominación de NSV 14428 en el «New Catalogue of Suspected Variable Stars». La variación de su brillo, de 0,06 magnitudes, no está aún confirmada.